# Trusted Execution Technology
| QS-Informatik | Dieser Artikel wurde wegen inhaltlicher Mängel auf der Qualitätssicherungsseite der Redaktion Informatik eingetragen. Dies geschieht, um die Qualität der Artikel aus dem Themengebiet Informatik auf ein akzeptables Niveau zu bringen. Hilf mit, die inhaltlichen Mängel dieses Artikels zu beseitigen, und beteilige dich an der Diskussion! (+) Begründung: Ausbauen --Crazy1880 12:50, 21. Aug. 2011 (CEST) |

Trusted Execution Technology (TXT) ehemals bekannt unter dem Namen LaGrande Technology, ist eine Schlüsselkomponente von Intels „Safer Computing“-Initiative.
TXT stellt die Hardware-technischen Voraussetzungen einer vertrauenswürdigen Umgebung zur Verfügung.
TXT ist damit eine Bezeichnung von Intel für eine Erweiterung, die in diverse neuere CPUs von Intel integriert ist. TXT basiert auf einem Konzept der Trusted Computing Group (TCG, ehemals TCPA), geht aber noch weit darüber hinaus. So soll es durch TXT keinem auch noch so hoch privilegierten Programm mehr erlaubt sein, auf Daten oder Code einer anderen Anwendung zuzugreifen. Dazu ist aber zusätzlich ein TPM-Chip auf dem Motherboard nötig.